# Gnomidolon rubricolor
Gnomidolon rubricolor es una especie de escarabajo longicornio del género Gnomidolon, categorizada en la tribu Hexoplonini, de la subfamilia Cerambycinae. Fue descrita por Bates en 1870.

## Descripción
Mide 7,5-9,54 mm de longitud.

## Distribución
Se distribuye por Bolivia, Brasil, Colombia, Panamá, Perú y Venezuela.